# Фламаріон
Фламаріон (порт.-браз. Flamarion Jovinho Filho, порт. Flamarion, нар. 30 липня 1996) — бразильський футболіст, нападник клубу «Валансьєн».
Виступав, зокрема, за клуби «Ловчен» та «Ротор» (Волгоград).
Чемпіон Грузії.

## Ігрова кар'єра
Народився 30 липня 1996 року. Вихованець футбольної школи клубу «Палмейрас».
У дорослому футболі дебютував 2016 року виступами за команду «Ловчен», в якій провів один сезон, взявши участь у 4 матчах чемпіонату.
Своєю грою за цю команду привернув увагу представників тренерського штабу клубу «Динамо» (Батумі), до складу якого приєднався 2017 року. Відіграв за батумських динамівців наступні три сезони своєї ігрової кар'єри. У складі батумського «Динамо» був одним з головних бомбардирів команди, маючи середню результативність на рівні 0,35 гола за гру першості.
Протягом 2020—2021 років на правах оренди виступав за «Ротор».
До складу клубу «Динамо» (Батумі) повернувся 2021 року. Станом на 16 лютого 2023 року відіграв за батумських динамівців 139 матчів в національному чемпіонаті.
13 грудня 2023 року клуб Ліги 2 «Валансьєн» оголосив про підписання Фламаріона.

## Титули і досягнення

### Командні
- Чемпіон Грузії (1):

«Динамо» (Батумі): 2021

### Особисті
- Кращий бомбардир (2):

Ліга Еровнулі 2022 (19 м'ячів), Ліга Еровнулі 2023 (17 м'ячів)